# 爆撃機

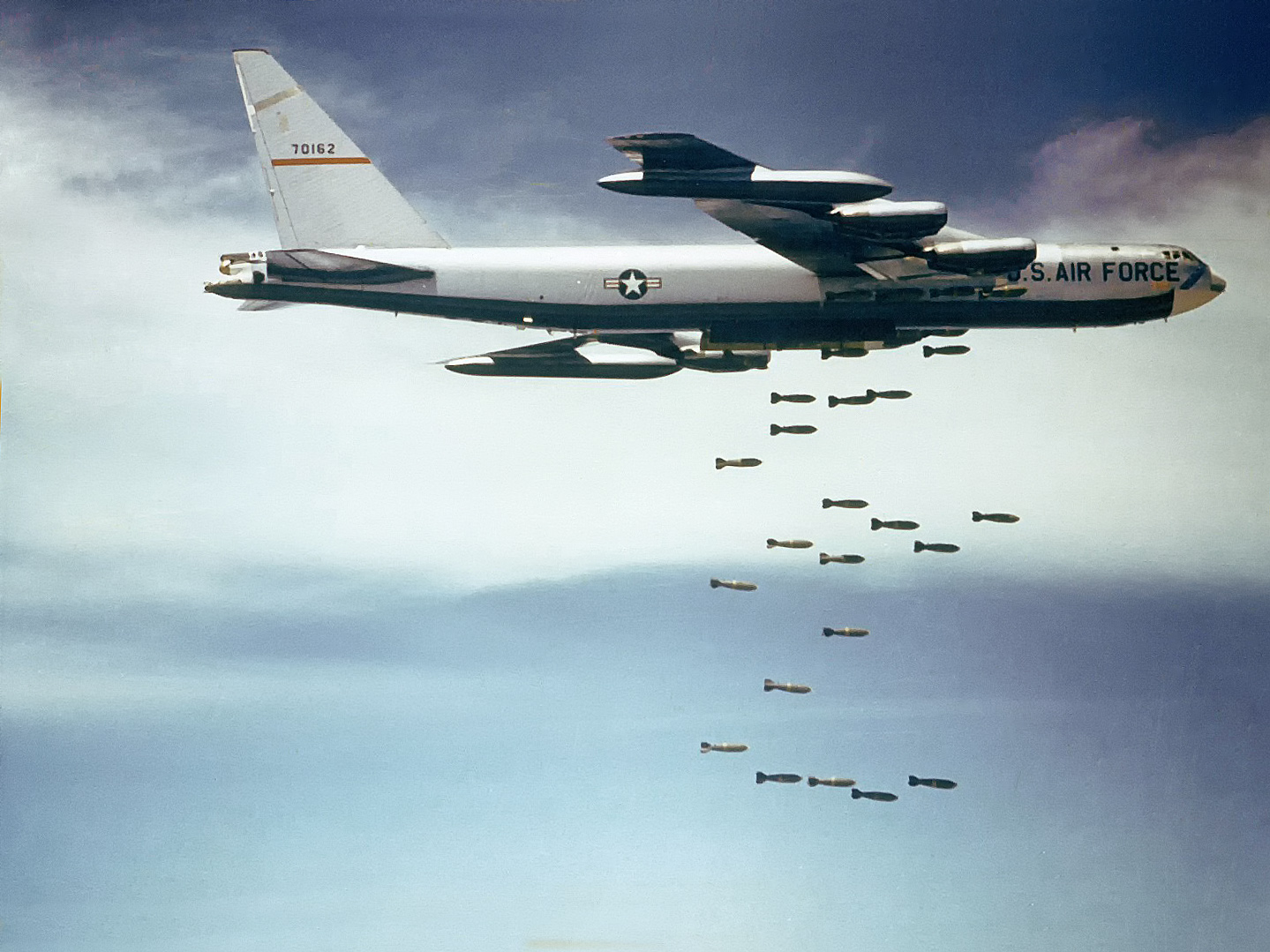
爆弾を投下するB-52戦略爆撃機

爆撃機（ばくげきき）は、より多くの爆弾類を搭載し強力な破壊力を持たせた航空機であり、搭載量が小さいものは攻撃機と呼ばれる。
爆撃機の代表的な任務は前線後方の戦略目標（司令部、生産施設、発電所など）の破壊である。爆撃機の大きな特徴は大量の爆弾類を一度に投下することで大きな破壊力を有していることである。ただ核兵器のような大量破壊兵器を使用する場合にはこういった搭載量は必ずしも必要なくなり、爆撃機部隊を維持する費用も掛かるため一定規模の爆撃機部隊を保有しているのは2021年時点でアメリカ合衆国、ロシア連邦、中華人民共和国だけである。

## 種類
詳細は各記事を参照のこと。

### 重量による分類
概ね、第二次世界大戦期まで用いられていた分類法である。当然ながら、それぞれの国内での相対的な区分であり、例えば日本の九七式重爆撃機は戦闘重量10,610 kgで、アメリカの中爆撃機（Medium_bomber）B-25の12,428 kgよりも軽量である。
- 軽爆撃機（英語版） - 急降下爆撃機などが含まれる。攻撃機・戦闘爆撃機に発展消滅。
- 中爆撃機（英語版）
- 重爆撃機（英語版）

### 用途による分類
戦闘爆撃機
戦闘機と爆撃機の能力を兼ね備えた航空機。攻撃機の搭載量が高まった面から見れば戦闘攻撃機と同じものである。
戦略爆撃機
爆撃機の代表的な任務である前線後方の戦略目標（司令部、生産施設、発電所など）の破壊に使用される爆撃機の呼称。次第に戦略爆撃機のみになったが、戦術爆撃にも使われる。
戦略目標の爆撃に戦術機の戦闘攻撃機で核兵器を投入できるようになり、戦略爆撃と戦術爆撃の区別が難しくなり冷戦後は明確な戦術機と戦略機の区別がなくなっている。
重爆撃機（HEAVY BOMBER）
米ソ間の第一次戦略兵器削減条約（START I）において、戦略核兵器の運搬手段として指定された爆撃機であり、「7.5トンの爆装状態で空中給油無しで8000㎞を飛行可能」又は「射程600㎞以上の空中発射型核巡航ミサイルを搭載可能」のいずれか又は両方を満たす爆撃機を指す。戦略爆撃機を軍縮条約締結のために厳密に定義した物にあたる。
急降下爆撃機
急降下爆撃を行うために開発された爆撃機。ピンポイント爆撃などに使用される。第二次世界大戦終結後はミサイルや誘導爆弾の発達により廃れた。また、日本海軍では、急降下爆撃を行える機体を爆撃機、水平爆撃および雷撃のみを行える機体を攻撃機と独自の分類をしていた。

## 性能
兵装搭載能力
爆弾やミサイルを目的地まで携行する能力。胴体下面や主翼下面に吊り下げる場合や胴体内（B-2では主翼内）の爆弾倉に収める場合がある。爆弾倉は通常胴体の前後方向に細長く設けられるが、現在の米国大型爆撃機はリボルバーやグレネードランチャーの回転弾倉のようなロータリーランチャー複数基を胴体内に収めている。
兵装を命中させる能力
第二次世界大戦終了までは自由落下の爆弾が主体で、もっぱら爆撃照準器が使用された。第二次世界大戦中は、爆弾の命中率を上げるために誤差が小さく、目標の近くまで爆弾を抱えて急降下する急降下爆撃機も多用された。大戦中ドイツは無線誘導爆弾を実用化し、敵の対空砲火に接近しなくても正確に命中させることができるようになった。2025年現在、爆撃機の主武装は巡航ミサイルとなっている。
自立した航法能力
敵地上空を飛行する関係上、広範囲のレーダー照射や通信は自分の居所を敵に知らせる原因となるため、使用できない。そこで爆撃機には外部に頼らない自立した航法能力が求められる。爆撃機の誕生以来しばらくの間は、もっぱら太陽や星の角度を測定して、自機の位置を推定する天測航法で飛んでいた。
第二次世界大戦時にナチス・ドイツで慣性誘導装置が実用化されミサイルV2に使用されたが、この技術は戦後各国で使われた。現在はGPSが活用される。
敵に捕捉されにくいこと
重い爆弾を抱えた爆撃機は、空中戦では敵の戦闘機にかなわない。そこで極力見つからないように、見つかっても追いつかれないような性能や運用が求められる。以前は、高空を高速で飛ぶ能力や夜間航法能力が重要視されたが、現在ではステルス性や低空侵攻能力が重要視されている。
防御能力
第二次大戦までは防御用機関銃と重要部を保護する防弾板が最重要装備であった。しかし、冷戦期以降の戦闘機は高速で、遠距離からのミサイル攻撃を可能としており、このような防御策は有効ではない。
B-2は高いステルス性を持つため敵に発見されないことを前提に運用されており、防御火器類は装備されていない。
速力・航続力
一般的には高速で遠くまで飛べるほうが良い。ただし同時代の戦闘機などと比べると速力ではそれには及ばない例が多い。
爆撃の命中率の向上には低速で安定して飛行することが有効で、高速性と前述の低速安定性を両立させた可変翼機もある。

## 歴史

### 第一次世界大戦
第一次世界大戦以前の航空用法は一部に爆撃の準備もあったが、主体は地上作戦協力の捜索目的、指揮の連絡、砲兵協力など航空戦略、航空戦術には値しないものだった。第一次世界大戦が開始すると爆撃が逐次試みられた。
第一次世界大戦開始時の飛行機はその性能から偵察のみに使われ、戦闘には使用されなかった。しかし戦争の進展に従って、特に西部戦線で膠着する塹壕戦を打破する手段を必死に模索していた軍が、防御側の優位を覆す方法を見つけようと、偵察のついでにレンガ、手榴弾、小口径砲弾を改造した手製爆弾、投箭などを落として攻撃し、次にもっと大きな爆弾を落とせるような機体が製作されるようになった。
この時代の機体は複葉で木製骨組に帆布張り構造が主体で200馬力から300馬力程度の水冷式エンジンを使用していた。単発の小型爆撃機は200 kgほどの爆弾を積み、戦場の高空を高速（200 km/h以上）で飛んで敵戦闘機の捕捉から逃れていた。双発（エンジンが2基）の爆撃機は敵の都市を爆撃したが、速度が100 km/hを少し上回る程度で、敵戦闘機の目を逃れるために主に夜間爆撃を行った。ロシアで世界初の4発の大型重爆撃機イリヤー・ムーロメツが製作されたのを皮切りに、大戦後半にはドイツでゴータ爆撃機が製作された。爆撃機は誕生すぐに防御用機銃を装備していた。イギリスでは魚雷により艦艇を攻撃する雷撃機が実用化された。
長距離爆撃機による夜間爆撃は 戦線よりはるか後方にある都市を攻撃して非戦闘員である一般市民を戦闘に巻き込むという新しい戦争の形態を生む。なお第一次世界大戦期には、飛行機と併せて同じく航空機の一種である飛行船による都市爆撃も行われた。
1920年代まで、軍用機といえども複葉帆布張りが主体であった。このころの最優秀機としてイギリス「ホーカー・エアクラフト社」の「ハート」がある。複葉ではあるがスマートな機体に500馬力水冷エンジン1基を装備し、200 kgの爆弾を積んで300 km/hで飛んだ。

### 第二次世界大戦
1921年航空戦力の本質を攻勢とし空中からの決定的破壊攻撃を説いたジュリオ・ドゥーエ（イタリア）の『制空』が発刊され、1927年ころには世界的反響を生んだ。ドゥーエやミッチェルに代表される制空獲得、政戦略的要地攻撃を重視するには戦略爆撃部隊の保持が好ましく、1930年代には技術的にも可能となり、列強は分科比率で爆撃機を重視するようになった。
第2次世界大戦では爆撃機が戦争の行方を決定するのに大きな役割を果たした。当時は約8トン搭載のB17Gや約9トン搭載のB29Aが最大級の搭載量であった。
1930年代に、機体はアルミ合金の全金属製で翼は単葉、エンジンは水冷式または空冷星型で1,000馬力を超え、脚も引き込み式に近代化していった。またこの時代に爆弾命中率を飛躍的に高めた急降下爆撃機が開発された。
この時代各国とも軽快な単発または双発の高速機（400 km/h前後）を製作していたが、アメリカのボーイング社だけは将来の爆撃機として4発重爆撃機「B-17」を開発した。各国海軍は雷撃が得意な機体を開発したが、日本の陸上攻撃機は遠い海上にいる敵艦を攻撃するために4発機並みの4,000 kmを超える航続距離を持っていた。ヨーロッパの爆撃機は想定される戦場が近いため、航続距離は2,000 km程度であった。
大規模な航空母艦を含む艦隊を擁する日・米・英では、第二次世界大戦初期に活躍する艦上爆撃機と艦上攻撃機が実用化された。
第二次世界大戦は航空機を主体とした総力戦となった。戦争初期は十分な戦争準備をしていたドイツ空軍（ルフトバッフェ）がヨーロッパ上空を席巻し、同様に準備の整った日本陸海軍の航空隊が太平洋の米英戦艦や地上基地、港湾や工場群といった主要目標や重要施設を壊滅させた。その後圧倒的生産力を持つアメリカが多数の爆撃機を生産し、米国機がヨーロッパと太平洋の上空を覆うようになった。イギリスとソ連も特徴ある機体を多数製作し、ドイツを東西から締め付けた。
陸戦において、単発の軽爆撃機は対地支援に必要不可欠なものとなったが、敵戦闘機の前にはあまりに無力で、戦闘機を爆装した戦闘爆撃機へと取って代わられていった。
英米は大量の爆弾を搭載できる4発重爆撃機を次々に製作し、日独の都市や工場を爆撃して両国の継戦能力を奪った。また日本近海への空中投下機雷による海上封鎖で生じた国内航路船舶の被害は、潜水艦による通商破壊と共に日本の体力を奪った。これに対し枢軸側は4発重爆撃機を本格生産できないまま敗戦を迎えた。
海では航空母艦から発進した爆撃機や攻撃機が海上戦力として最も有効である事が明らかになり、更に地上攻撃にも柔軟に対応できた結果、制空権＝制海権という状況になった。従来の主力であり制海権を担ってきた戦艦は価値が低下し以後建造されなくなった。また潜水艦を探知し攻撃する機能を備えた対潜哨戒機が生まれた。
大戦後半は各機とも2,000馬力級のエンジンを装備した。機体はアルミニウム合金（ジュラルミン）が主体であったが、モスキートのような木製機や、防御力を考慮し鋼製構造を採用したIl2のような異端もいた。また戦況に影響を及ぼすほどにはいたらなかったが、ドイツは世界初のジェット爆撃機Ar234を実戦投入している。

### 冷戦
第二次世界大戦が終わった後、米・ソ・英・仏・中国で核兵器が実用化されると同時に、東西陣営に分かれて冷戦時代に突入した。爆撃機には仮想敵国の主要部に核爆弾を落とす能力が求められるようになり、この長距離侵攻作戦を実施できる機体は戦略爆撃機と呼ばれ、当然のことながら大型の機体に核爆弾を搭載した。別途局地的な紛争への対応や、仮想敵国周辺部への攻撃を担当する戦術爆撃機が作られたが、こちらは核爆弾運用能力の無いものも多かった。エンジンは終戦直後に作られた機体以外はジェット化され、超音速機も多数制作された。ベトナム戦争では上述の核攻撃を前提として開発された爆撃機はその搭載量から通常爆弾による戦術/戦略爆撃(いわゆる北爆)に用いられ、折しも発展しつつあった地対空ミサイルや濃密な対空砲陣地に多大な被害を受けた。
また、戦闘攻撃機トーネードIDSが9トン以上、F/A-18Cは7トン以上の爆弾類を搭載できるようになり、第2次世界大戦時の爆撃機並みの搭載量を持つようになったが、爆撃機もB-52Hは27トン、B-1Bは34トン、B-2Aは22トンと搭載量が増加している。

### 冷戦後
核兵器のような大量破壊兵器を使用する場合には、爆撃機のような搭載量は必ずしも必要なくなり、爆撃機部隊を維持するコストもかかるため一定規模の爆撃機部隊を有している国家は激減した。戦略目標の爆撃に戦術機の戦闘攻撃機で核兵器を投入できるようになり、明確な戦術機と戦略機の区別もなくなった。
ただ戦略目標攻撃の爆撃機の価値が下がったわけではなく、大陸間弾道ミサイル、潜水艦発射弾道ミサイルとともに戦略核兵器の3本柱の一角であることに変わりはない。爆撃機は、核弾頭付き巡航ミサイルを発射する能力があり、発射後に機体を呼び戻せる柔軟性も持ち、前方に展開し戦力を示す（示威）ことに使える。
また、航続距離の長さと搭載量の大きさを活かした地上部隊への長時間にわたる近接航空支援や戦闘爆撃機では搭載が困難な地中貫通爆弾を運用できる利点が湾岸戦争以降の国際紛争において極めて有効に働いた。